# György Hóri
György Hóri (17 aprile 1909 – 26 dicembre 1975) è stato un calciatore ungherese, di ruolo portiere.

## Carriera

### Club
Ha sempre giocato nel campionato ungherese.

### Nazionale
Ha collezionato 2 presenze con la maglia della nazionale.

## Palmarès

### Club

#### Competizioni nazionali
- Campionato ungherese: 1

Újpest: 1934-1935